# Groepsschitterlicht

Verschillende lichtkarakters. Het groepsschitterlicht (Group flashing) wordt hier gerepresenteerd door een patroon met groepen van twee schitteringen, op zeekaarten genoteerd als Gp Fl.(2) of Fl(2)

Een groepsschitterlicht is een karakter van een vuurtoren, lichtschip, lichtopstand of lichtboei. Het bestaat uit een groep van (snelle) schitteringen. Bij een schittering duurt het schijnsel korter dan de verduistering tussen de schitteringen. Tussen de groepen schitteringen zit ook een periode van verduistering van een bepaalde duur.

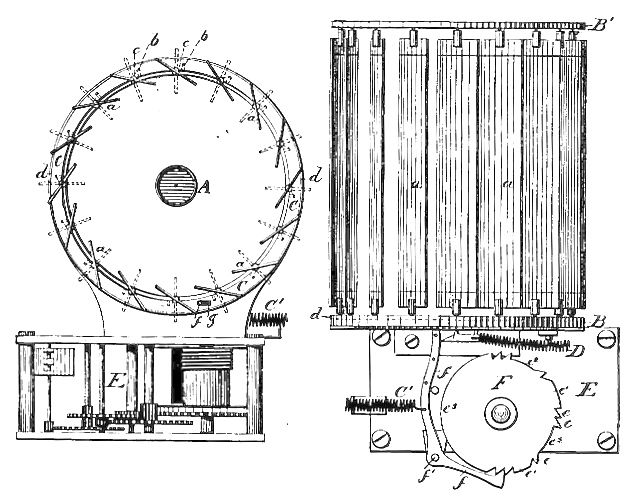
Technische tekening van een otter-apparaat

Groepsschitterlichten kunnen onder meer worden opgewekt met een zogenaamd otter-apparaat, vernoemd naar zijn uitvinder: de Zweedse admiraal Carl Gustaf von Otter.